# オットー・テオドール・フォン・マントイフェル
オットー・テオドール・フォン・マントイフェル男爵（Otto Theodor Freiherr von Manteuffel、1805年2月3日 – 1882年11月26日）は、プロイセンの貴族、内務省官僚、政治家。保守派の政治家として1850年から1858年までプロイセン王国首相を務めた。

## 来歴
ブランデンブルク地方のリュッベンに生まれる。1819年からプフォルタの学校に通い、1824年から1827年までハレ大学で法学と財政学を学んだ。在学中はブルシェンシャフトに属した。1830年に試補となる。1833年からルッカウ郡庁に勤務し、1841年にケーニヒスベルク上級官吏、1843年にシュテッティン副県令となった。1844年、当時総理大臣を務めていたプロイセン王子の財政顧問官に招聘された。1845年に内務次官に就任。1847年の統一議会では議会対策に才能を示し、官僚主義的な国家運営を主張して立憲自由主義と激しく対立した。
1848年11月、フリードリヒ・ヴィルヘルム・フォン・ブランデンブルク伯爵の内閣に内務大臣として入閣。同年12月に発布されたプロイセン憲法に大きく関与した。一方で憲法を停止する1850年1月の布告を提議し、議会を説得する役割を演じた。同年ブランデンブルク伯爵が死去したのち、外相代行に任命された。オルミュッツ協定を締結、ドイツ連邦議会を復活し、ヘッセン選帝侯、ホルシュタイン、オーストリア帝国の復古主義に譲歩せざるを得なくなり、「強者は一歩引くものだ」という言葉で議会に充満した不満を説得した。1850年12月に正式に首相兼外相に任命され、1856年のパリ講和会議に参加した。次第に保守反動化してゆき、それは1858年10月に摂政が置かれるまで続いた。
1858年11月に内閣と共に更迭された。その後はニーダーラウジッツ地方に所有するクロッセン荘園に隠棲し、ゲルリッツ市議会議員に選出されたものの、特別な活動はしなかった。1864年からはプロイセン貴族院議員に選出されたが、以前と同様に反動主義の立場だった。1882年、クロッセンにある自身の荘園で死去した。

## 顕彰
1850年2月にベルリン市名誉市民となり、クロイツベルク地区の通りにその名が冠された。また1869年6月にはヴィルヘルムスハーフェンの南市にヴィルヘルム1世が参列して「マントイフェル通り」の命名式が行われた。その通りにはマントイフェル広場もあった。またマントイフェルはダンツィヒ、ブランデンブルク・アン・デア・ハーフェル、シュテッティン、そしてニーダーラウジッツ地方全ての都市の名誉市民とされた。
| 公職                                        | 公職                               | 公職                                                         |
| ------------------------------------------- | ---------------------------------- | ------------------------------------------------------------ |
| 先代 アーダルベルト・フォン・ラーデンベルク | プロイセン王国宰相 1850年 – 1858年 | 次代 カール・アントン (ホーエンツォレルン＝ジグマリンゲン侯) |
| 先代 ヨーゼフ・フォン・ラドヴィッツ         | プロイセン王国外相 1850年 – 1858年 | 次代 アレクサンダー・フォン・シュライニッツ                  |